# Brachystegia bussei
Brachystegia bussei är en ärtväxtart som beskrevs av Hermann August Theodor Harms. Brachystegia bussei ingår i släktet Brachystegia och familjen ärtväxter. Inga underarter finns listade i Catalogue of Life.